# Piccadilly null Uhr zwölf
Piccadilly null Uhr zwölf ist ein deutscher Kriminalfilm des Regisseurs Rudolf Zehetgruber, der auch das Drehbuch schrieb. Das Werk, das letztlich mit dem Drehbuch des britischen Autors Francis Durbridge nichts mehr zu tun hatte, entstand im Zuge der erfolgreichen Straßenfeger und der Edgar-Wallace-Filmreihe der 1960er Jahre. Die Uraufführung des Schwarzweißfilms fand am 31. Dezember 1963 in den Hahnentor-Lichtspielen in Köln statt.

## Handlung
Die Londoner Unterwelt ist in heller Aufregung. Mike Hilton, der acht Jahre zu Unrecht im Gefängnis saß, wird entlassen. Die Verbrecher, die ihn einst hinter Gitter brachten, rechnen fest damit, dass er sich an ihnen rächen wird. Ausgerechnet der ehemalige Scotland-Yard-Beamte Jack Bellamy, der einst gegen Hilton ermittelte, will ihm dabei helfen, die nötigen Beweise gegen den korrupten Anwalt Sir Reginald Cunningham sowie den zwielichtigen Barbesitzer und Zuhälter Lee Costello zu sammeln. Bellamy ist inzwischen zum Trinker geworden und hat insbesondere mit Costello, für den seine Freundin Della als Prostituierte arbeitet, eine eigene Rechnung offen.
Am Abend sucht Mike Hilton die Pension auf, in der er vor seiner Verhaftung lebte. Zu seiner Überraschung wird er dort von der attraktiven Fotografin Ruth Morgan, der Nichte der mittlerweile verstorbenen Pensionswirtin, empfangen. Auf Wunsch seiner ehemaligen Vermieterin kann Mike dort weiterhin wohnen. Zur gleichen Zeit erleidet ein Kunde Dellas, der Kanadier Jeremias Bannister, einen schweren Herzanfall. Della ist fest davon überzeugt, dass der Mann tot ist, und verständigt ihren Chef Costello. Dieser und sein Helfer Skinny behaupten, dass Bannister nur ohnmächtig ist. Sie berauben ihn um eine große Summe Kanadischer Dollar und schaffen seinen regungslosen Körper auf eine Parkbank am Ufer der Themse. Währenddessen versucht Jack Bellamy verzweifelt, Kontakt zu Mike Hilton aufzunehmen. Dies gelingt aber erst, nachdem Jack seinen früheren Rivalen aus einer Falle in Cunninghams Büro gerettet hat.
Am nächsten Morgen taucht Bannister, der sich von seinem Anfall erholt hat, in Cunninghams Kanzlei auf. In zwei Tagen soll der Kanadier ein Erbe von 200.000 Pfund in bar erhalten. Unterdessen findet der Junge Edgar den Ganoven Skinny erstochen in der Themse. Inspektor Craddock und Sergeant Slatterly vermuten hinter dem Mord zunächst eine Racheaktion von Mike Hilton, den sie nach einem kurzen Verhör wieder laufen lassen. Jack Bellamy lässt Costello ausrichten, dass seine Freundin Della aus dem Geschäft aussteigt. Wenig später wird sie mit einer Stahlrute, Costellos bevorzugter Waffe, auf grausame Weise ermordet.
Jack Bellamy und Mike Hilton planen, Cunninghams Tresor aufzubrechen, da sich darin eindeutige Beweise für Mikes Unschuld befinden. Da Costello auf die schnelle Beseitigung von Bellamy und Hilton hofft, warnt er den Rechtsanwalt und seinen skrupellosen Helfer Whitey vor dem bevorstehenden Einbruch. Es dauert nicht lange, bis man den nächsten Toten aus der Themse fischt: Costello. Craddock und Slatterly nehmen Bellamy fest, da sie glauben, dass er hinter dem Mord steckt. Ruth Morgan ist Mike Hilton zwischenzeitlich etwas näher gekommen. Um ihm zu helfen, stattet sie Cunningham unter einem Vorwand einen Besuch ab, um Fotos von seinem Panzerschrank zu machen. Mithilfe eines Baukrans gelingt es Mike und dem wieder freigelassenen Jack tatsächlich, an die belastenden Papiere aus Cunninghams Tresor zu kommen. Aber die beiden werden von Whitey und weiteren Helfern Cunninghams überrascht und in ein Versteck Cunninghams verschleppt. Die vom Kran gefallenen Akten landen in den Händen des trotteligen Polizisten Donovan, der Ruth Morgen für deren Besitzerin hält. Der Beamte teilt dem herbeigeeilten Whitey mit, die Papiere am Morgen zu Ruth zu bringen.
Im letzten Moment gelingt es Mike und Jack, sich zu befreien. Ruth Morgan wird durch das beherzte Eingreifen Donovans vor Whitey gerettet. Die sichergestellten Papiere reichen tatsächlich aus, dem korrupten Cunningham das Handwerk zu legen. Dieser ist gerade dabei, seinen nächsten Klienten, Mr. Bannister, in eine Falle zu locken. Von einem kanadischen Kollegen erfährt Inspektor Craddock, dass Bannister seinen Vetter ermordete, um an dessen Erbe zu gelangen. Cunningham, der das auch weiß, wollte ihn nach dem Empfang des Geldes erpressen. Hinter der Maske Bannisters steckt allerdings der totgeglaubte Costello. Nach dem tödlichen Anfall des Kanadiers übernahm er dessen Identität, um von Cunningham das Erbe zu kassieren. Cunningham und Costello werden verhaftet. Mike und Ruth werden ein Paar.

## Entstehungsgeschichte

### Vorgeschichte und Drehbuch
Im Zuge der seit 1959 vom Constantin-Filmverleih vermarkteten Edgar-Wallace-Filme der Rialto Film entstanden in den 1960er Jahren zahlreiche weitere Kriminalfilme nach ähnlichem Muster. So brachte auch Ilse Kubaschewskis Gloria-Film GmbH & Co. Filmverleih KG unter anderem zwei Dr.-Mabuse- und einige Bryan-Edgar-Wallace-Filme des Filmproduzenten Artur Brauner in die Kinos. Nach den großartigen Erfolgen der deutschen Fernseh-Mehrteiler nach Francis Durbridge hatte man bei der hauseigenen Produktionsfirma KG DIVINA-FILM GmbH & Co. die Idee, einen abendfüllenden Durbridge-Kinofilm zu produzieren. Der britische Autor wurde schließlich nach München eingeladen, um über einen geeigneten Stoff zu verhandeln.
Die in einigen Quellen genannte Vorlage 12 Past 12 von Francis Durbridge existiert aber weder als Roman noch als Hörspiel oder Theaterstück. Man kann also davon ausgehen, dass Divina-Film lediglich das Recht erwarb, den Namen des britischen Autors für einen von Rudolf Zehetgruber frei erfundenen Stoff zu verwenden. Der österreichische Regisseur und Drehbuchautor hatte sich mit seinem Film Die schwarze Kobra für das Genre empfohlen.
Im Mai 2022 erschien bei Williams & Whiting unter dem Titel Schritt ins Dunkel das Originaldrehbuch, das Francis Durbridge 1961 verfasst hatte und aus dem lediglich vier Namen übrig blieben. Im umfangreichen Vorwort dazu wird auf Basis von Korrespondenzen zwischen Durbridge und allen Beteiligten rekonstruiert, wie die Umstände tatsächlich waren. Daraus geht hervor, dass weder das oben weiter genannte Gespräch von Durbridge in München noch eines in London stattgefunden hat, sondern dass Durbridges Übersetzerin Marianne de Barde gemeinsam mit Durbridges Agenten die Verhandlungen führte. Durbridge selbst war mit dem fertigen Film, den er nie sah, aber von dem er wusste, dass er nichts mehr mit ihm zu tun hatte, sehr unzufrieden. So schrieb er beispielsweise an die Verantwortlichen beim WDR: "[...] darin ist keine einzige meiner Szenen mehr übrig und die gesamte Geschichte unterscheidet sich von der, die ich geschrieben habe."

### Produktion

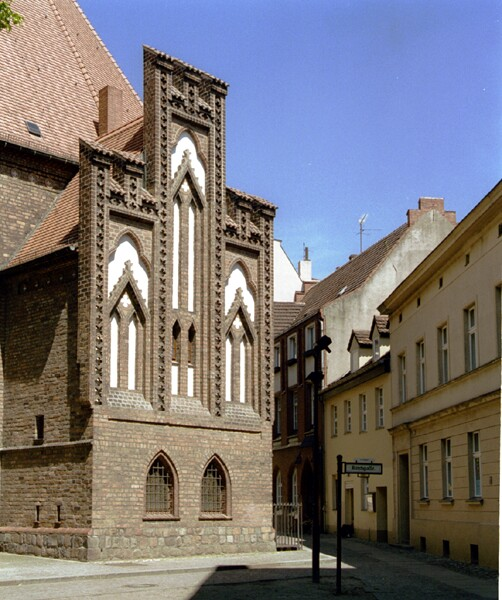
Einige Szenen entstanden an der St.-Nikolai-Kirche in Berlin-Spandau

Die Dreharbeiten des im Breitwandformat 1:1,66 hergestellten Films fanden 1963 in West-Berlin statt. Die Außenaufnahmen drehte man unter anderem an der St.-Nikolai-Kirche in Berlin-Spandau sowie unter der Stößenseebrücke und in den Gängen des Kriminalgerichts Moabit. Die Atelieraufnahmen entstanden in den Arca-Filmatelier in Berlin-Pichelsberg. Für die Filmbauten waren die Filmarchitekten Ernst H. Albrecht und Max Vorwerg verantwortlich. Die Kostümberatung übernahm Hanne-Lore Wessel. Kameramann war Hans Jura, der von Rüdiger Meichsner assistiert wurde. Herstellungsleiter war Eberhard Meichsner.

### Das Originaldrehbuch von Francis Durbridge
Das 1961 entstandene Originaldrehbuch von Francis Durbridge trug den Titel Step in the Dark und wurde von Marianne de Barde ins Deutsche übersetzt. Diese Übersetzung ging verloren, allerdings erschien bei Williams & Whiting im Mai 2022 eine neue Übersetzung des Originaldrehbuchs, das den Titel Schritt ins Dunkel trägt und in einem 17-seitigen Vorwort die komplexen Hintergründe rund um diese Filmproduktion beleuchtet.

## Rezeption

### Veröffentlichung
Die FSK gab den Film am 20. Dezember 1963 ab 16 Jahren frei. Am 31. Dezember wurde der laut Filmplakat „erste Film des Halstuch-Autors Francis Durbridge“ in den Hahnentor-Lichtspielen in Köln uraufgeführt. Bei den damals durchgeführten Umfragen des Fachblattes Filmecho/Filmwoche, bei denen die Kinobesucher aktuelle Filme auf einer Skala von 1 (ausgezeichnet) bis 7 (sehr schlecht) bewerteten, schnitt Piccadilly null Uhr zwölf mit der Note 2,9 ab. Zum Vergleich: Die ebenfalls Ende 1963 – Anfang 1964 veröffentlichten Kriminalfilme Der Henker von London (3,0), Das Phantom von Soho (3,2) und Zimmer 13 (2,8). Trotz der vergleichsweise guten Bewertungen blieben die Zuschauerzahlen weit hinter den Erwartungen des Verleihs zurück. Gloria- und Divina-Film verzichteten auf die Herstellung weiterer Durbridge-Filme. Aber schon 1964 wagte die österreichische Melba-Film mit Tim Frazer jagt den geheimnisvollen Mister X einen weiteren Versuch, einen Durbridge-Film auf die Kinoleinwand zu bringen.
Piccadilly null Uhr zwölf wurde bereits mehrfach im deutschen Fernsehen ausgestrahlt. Im November 2009 erschien der Film, allerdings im falschen Bildformat, im Rahmen einer Durbridge-Box auf DVD.

### Kritiken
„Es ist immer eine Art Verlegenheitslösung, einen Kriminalfall auf einer Person aufzubauen, die sich in der Maske eines anderen bewegt, zumal Francis Durbridge, nach dessen Stoff dieser Film entstand, sollte das nicht nötig haben. Wenn das Maskenspiel obendrein so leicht durchschaubar getrieben wird wie hier, geht sehr viel an Spannung verloren. Aber sonst unterscheidet sich Rudolf Zehetgrubers Arbeit (Buch und Regie) mit Abstand von der üblichen deutschen Krimi-Konsumware. Der Korruptionsfall um einen Londoner Anwalt und die Rache eines durch ihn unschuldig Verurteilten ist mit Pfiff, gefälligen Dialogen und hübschen Humorlichtern inszeniert. Vor allem verdienen Hanns Lothar als verkommener Scotland-Yard-Schnüffler und Helmut Wildt als Opfer der Justiz Lob. Ann Smyrner stellt einen erfrischend natürlichen Mädchentyp auf ihre hübschen Beine. Gut geführt sind auch Pinkas Braun als Anwalt-Verbrecher, Klaus Kinski als „Albino“ und Karl Lieffen als brutaler Call-Girl-Boß.“

„Deutsche Verfilmung eines englischen Stoffes, der in Details zwar roh, aber fesselnd aufbereitet [wurde]. Mit etwas tiefer gehenden Akteuren, denen man treffende Dialoge schrieb, in echt erscheinender Londoner Umwelt […]“

„Spannende, in der Motivation weniger überzeugende Krimiunterhaltung nach einem Stoff des routinierten Fernsehautors Francis Durbridge.“

„Nach dem immensen Fernseherfolg von Durbridge wurde hiermit versucht, Durbridge auch auf die große Kinoleinwand zu bringen. Ein Versuch, der glatt in die Hose ging. Der Erfolg blieb zu Recht aus, einerseits weil Durbridges berühmte Cliffhanger fehlten, andererseits weil die Realisierung und die Story nicht gerade atemberaubend sind. Durbridge lieferte nämlich nur ein Treatment (so die offizielle Version), das schließlich vom Regisseur des Films Rudolf Zehetgruber bearbeitet wurde. Die tolle Besetzung kann aber die lahme Inszenierung nicht wettmachen. Zu allem Überfluss ist die Verkleidung des Mörders so schlecht, dass man sofort sieht, wer darunter steckt. Und dann taucht noch ein kleiner Junge auf (Ilja Richter), der ständig Leichen findet und ausgerechnet den Namen Edgar Wallace trägt (dessen Name dann auch noch falsch, nämlich [wellis] ausgesprochen wird) – und dass der Inspektor Craddock heisst – genauso wie Charles Tingwell als Inspektor in den berühmten Miss-Marple-Filmen mit Margareth Rutherford – ist sicherlich kein Zufall. […] Sollte Durbridge wirklich die Idee geliefert haben, dann ist davon im fertigen Film nichts mehr übrig. Dann wäre es ungefähr so, als ob man einen Schimpansen ein Gemälde von Picasso abmalen lassen würde. Dürfte man diese Kopie aber dann auch mit “Picasso” bewerben?“